# Exames imperiais

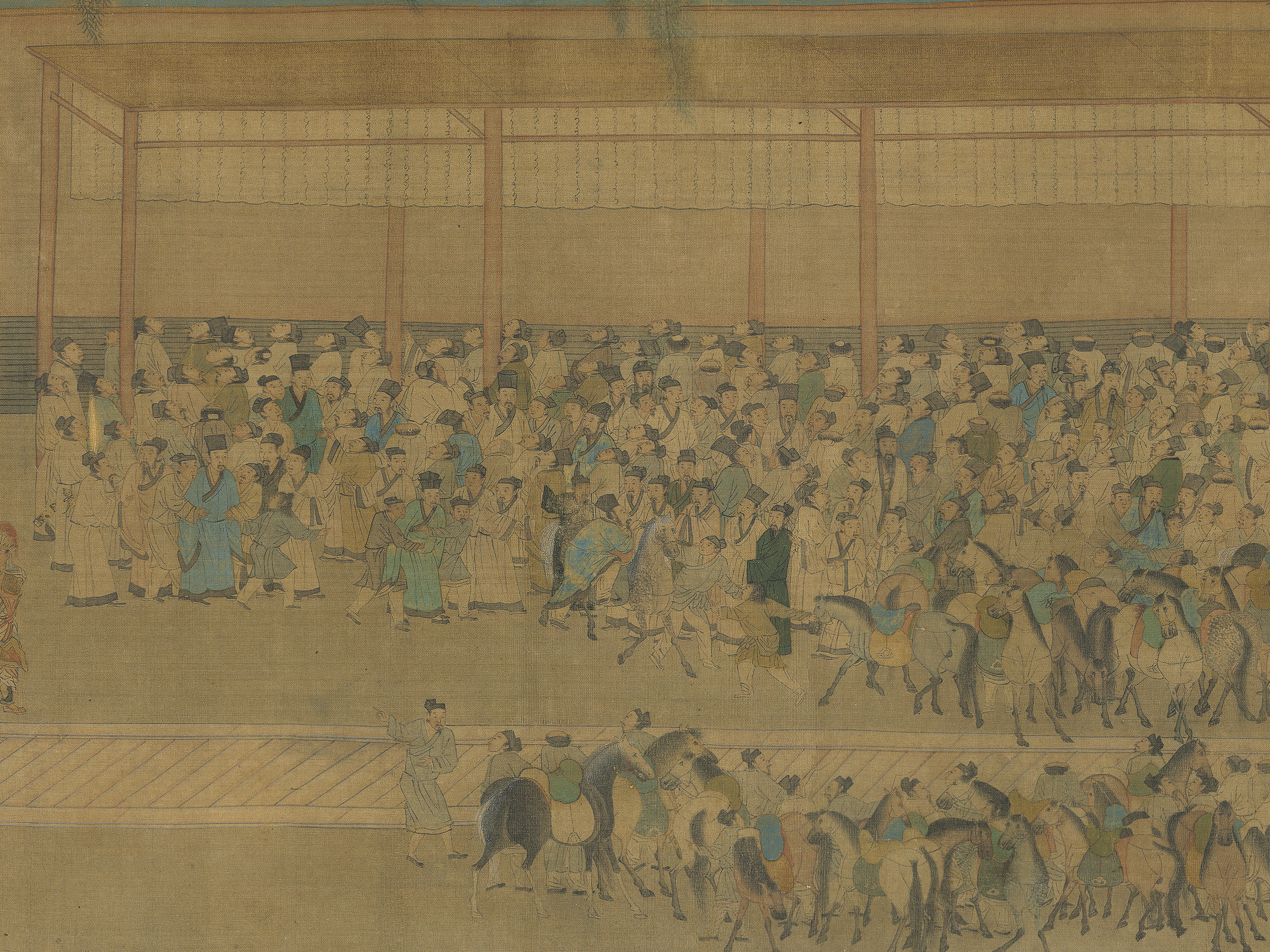
Candidatos reúnem-se em volta da parede após a publicação do resultado dos exames. Este anúncio ficou conhecido com a "liberação do rolo" (放榜), termo ainda usado atualmente. Pintura de Qiu Ying.

Os Exames Imperiais (chinês tradicional: 科舉, chinês simplificado: 科举, pinyin: kējǔ), aplicados na época da China Imperial, consistiam numa série de provas que serviam para selecionar a quem, entre a população, seria permitida a entrada na burocracia estatal. O sistema de exame imperial na China perdurou por 1300 anos, de sua fundação durante a dinastia Sui, em 605, até sua abolição perto do final da dinastia Qing, em 1905.
As provas representavam o caminho mais curto para ascender na escala social e, portanto, representavam também um objetivo fundamental para os membros das classes cultas. Por causa da importância das provas, estas classes acabariam marcando com traços meritocráticos característico da civilização da Sinoesfera.

## História
Originariamente, a escolha do funcionário público era realizada seguindo critérios aristocráticos, sendo apenas examinados os descendentes das famílias aristocráticas. As primeiras tentativas de introdução do sistema meritocrático aconteceram com a dinastia Han, embora estes não tivessem uma duração prolongada.
O sistema de exame ficou definitivamente estabelecido durante a dinastia Sui. Depois dos primeiros exames em 606, a tradição foi mantida. Naquela época e na da dinastia posterior, a dinastia Tang, os princípios aristocráticos ainda eram fortemente arraigados: após o (por aquele então) último exame do sistema, e sob o patrocínio do Ministério de Ritos era ainda preciso fazer o Exame da Capital, uma "prova de atitude" do Ministério de Nomeações na qual eram avaliados, em vez dos conhecimentos, aspetos tradicionalmente aristocráticos como o comportamento, a aparência e a forma de falar. Quanto ao resto, os graus acadêmicos não eram nem a única nem a mais importante via para conseguir um cargo de funcionário público: numerosos candidatos acediam à administração pública por meio de recomendações, uso de influências ou a compra mesma do cargo.
Durante a dinastia Song, foi abolida a prova de atitude e substituída pelo Exame de Palácio (centrado exclusivamente nos conhecimentos). Pela primeira vez, a maioria dos funcionários públicos foi selecionada em função do resultado das provas, apesar de que as possibilidades alternativas seguiam a ser praticadas com a mesma frequência. Isto marcou definitivamente a irrupção do princípio meritocrático, por quanto, teoricamente, desde os camponeses até os ministros do império podiam ascender na escala social por meio do sistema de exame; isto significava a existência no Estado de certos traços democráticos (em comparação, a Europa burguesa teria de aguardar até o século XIX para que se fizessem cumprir os mesmos critérios na hora de assinar cargos públicos).
Nos séculos posteriores, o sistema de exames seria mantido em grande parte, sendo gradualmente alterado e aperfeiçoado. Finalmente, em 1905 a regente Cixi, pressionada pelos reformistas, aboliu o sistema de exame imperial. Cabe dizer que a informação dada neste artigo corresponde-se, se não se indicar o contrário, à situação do sistema de exame durante o período tardio da dinastia Qing, quer dizer, o século XIX e começos do século XX.

## Requisitos de admissão
Seguindo o sistema patriarcal da antiga China, unicamente eram admitidos homens. Formalmente, a admissão não estava sujeita à classe social a que pertencessem os candidatos, mas, de fato, apenas eram admitidos aqueles que, por aprovarem o exame, contassem com a indispensável preparação prévia em todos os aspetos, ou seja, os filhos dos membros das classes altas. Além disso, somente as famílias acomodadas podiam permitir-se livrar os seus filhos do trabalho remunerado tanto tempo além de financiar os banquetes e as pagas em amostra de gratidão que havia afinal de cada turno de exames para os que aprovavam.
Não havia nenhum limite de idade. Geralmente, apresentavam-se pela primeira vez às provas após concluírem a educação escolar clássica, com 15 anos aproximadamente. Devido à enorme quantidade de suspensos e às repetições que provocava este fato, não era pouco frequente que se encontrassem homens de quarenta ou cinquenta anos entre os candidatos. Nos exames inferiores, estes candidatos tão velhos eram discriminados e apresentavam-lhes perguntas mais difíceis e as suas respostas eram avaliadas com mais dureza. Mas nos Exames da Capital e de Palácio, recebiam uma compensação.
Quanto ao resto, o candidato devia demonstrar que, desde fazia três gerações, ninguém da sua família se tinha dedicado a nenhuma "profissão suja" (ter um bordel, por exemplo) e não podia encontrar-se num dos estados de luto prescritos pelos ritos.

## Hierarquia das provas

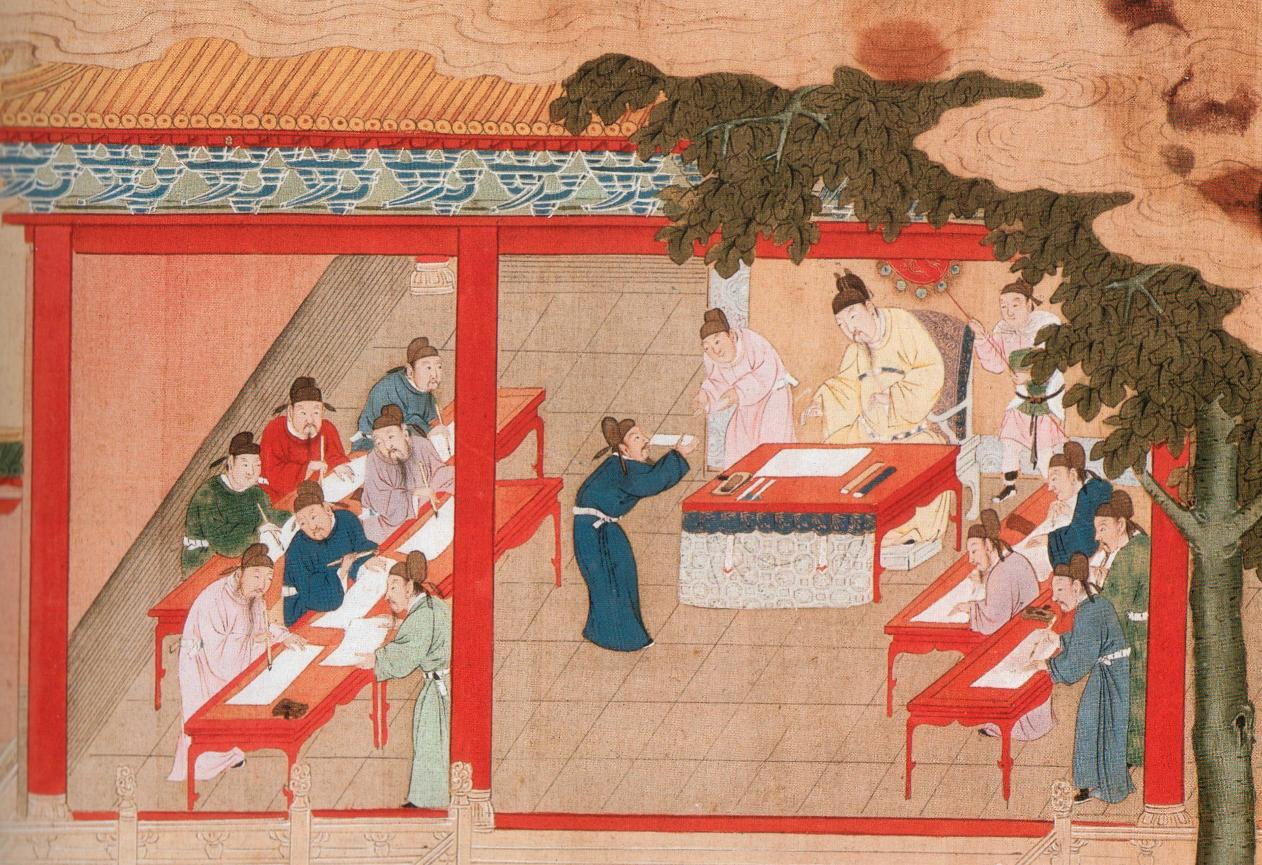
O nível mais elevado do sistema: O Exame de Palácio em presença do Imperador.

Os níveis mais baixos do sistema eram os exames para obter o título de licenciado. Estes tinham lugar no âmbito local, exames de Distrito, Prefeitura e de Aptidão, e concluíam com a aquisição, por parte do candidato, do status de licenciado (tradicional e simplificado: 秀才, pinyin: xiùcaí, português: talento florescente, também se utiliza o término tradicional: 生員, simplificado: 生员, pinyin: shēngyuán, português: membro novel). Estes exames não permitiam aceder à administração pública, mas a uma escola superior e depois participar das provas de nível superior, quer dizer, os exames de Província, da Capital e de Palácio, cujos diplomados levavam o título equivalente aos ocidentais mestre (tradicional: 舉人, simplificado: 举人, pinyin: jǔrén) e doutor (tradicional: 進士, simplificado: 进士, pinyin: jìnshì).

### Exames de acesso às escolas superiores

#### Exame de Distrito
Os Exames de Distrito (tradicional: 縣試, simplificado: 县试, pinyin: xiànshì) celebravam-se em todo o império dois de cada três anos (dois anos sim e um não) em cada um dos distritos da China. Tinham lugar na capital do distrito de residência do candidato e consistiam em cinco sessões de um dia cada uma, embora a maior parte dos candidatos fossem selecionados já o primeiro dia. Ao todo, a percentagem de aprovados do Exame de Distrito oscilava num número pequeno.

#### Exame de Prefeitura
Os Exames de Prefeitura (tradicional: 府試, simplificado: 府试, pinyin: fǔshì) tinham lugar no recinto de exame da capital da prefeitura pertencente. Os candidatos eram distribuídos em grupos segundo o distrito de procedência, onde cada um recebia diferentes perguntas e era avaliado por separado. O Exame de Prefeitura durava três dias. Normalmente, no Exame de Prefeitura o número de aprovados era cerca da metade dos do Exame de Distrito.

#### Exame de Aptidão
A prova de quatro dias que era o Exame de Aptidão (tradicional: 院試, simplificado: 院试, pinyin: yuànshì), como terceiro e último dos exames de acesso às escolas superiores, celebrava-se a nível de prefeitura. A direção dos exames, porém, não correspondia aos prefeitos, senão que, com o fim de ter a máxima independência do governador, enviavam-se por turnos diversos "guias de estudos provinciais" (um dos funcionários públicos mais prestigiosos a nível provincial) que haviam de informar diretamente ao imperador. O guia de estudos em pessoa levava a término a correição, o qual, como mínimo, era ajudado por 5 ou 6 secretários e, nas prefeituras mais habitadas, por mais de 10. As suas opiniões e idéias tinham, pelo tanto, uma grande influência e, com isto, marcavam o desenvolvimento cultural e literário da sua província correspondente. O número de candidatos que aprovavam o Exame de Aptidão era, a respeito do número de aprovados do Exame de Chefatura, outra vez dividido por dois e os candidatos que aprovavam recebiam o título de licenciado (xiùcaí ou shēngyuán). Este título, ainda não permitia aceder à administração pública, senão que somente permitia participar dos exames de nível superior. Além disso, levava consigo certos privilégios. Os licenciados, por exemplo, não podiam ser condenados a receber castigos corporais.
No período tardio da dinastia Qing, o título vendia-se cada vez mais em troca de dinheiro, até o ponto que o imperador Daoguang chegou a fazer famosa sua carência de dinheiro crônica. Em 1830, o número de licenciados era de um milhão aproximadamente, um 0,3% do total da população, e, segundo as estimações, perto de uma terceira parte destes comprara o título.

#### Exame de Província
O Exame de Província (tradicional: 鄉試, simplificado: 乡试, pinyin: xiāngshì) somente tinha lugar cada três anos, normalmente no oitavo mês do calendário lunar chinês (Setembro no Calendário Gregoriano) dos anos chineses da rata, o coelho, o cavalo e o galo. Além disso, em ocasiões especiais, como por exemplo, coroações de imperadores ou aniversários, celebravam-se Exames de Província extraordinários. O Exame de Província consistia de três reuniões, cada uma das quais se prolongava três dias e durante os quais os candidatos deviam trabalhar num estrito isolamento em celas individuais.
Desde a dinastia Yuan, seriam inspecionados à parte por altos funcionários públicos imperiais procedentes de Pequim que, em função da distância da província, faziam uma viagem dentre 20 e 90 dias. Na tarefa de correção, eram ajudados por entre 8 e 18 funcionários públicos de exame da região.

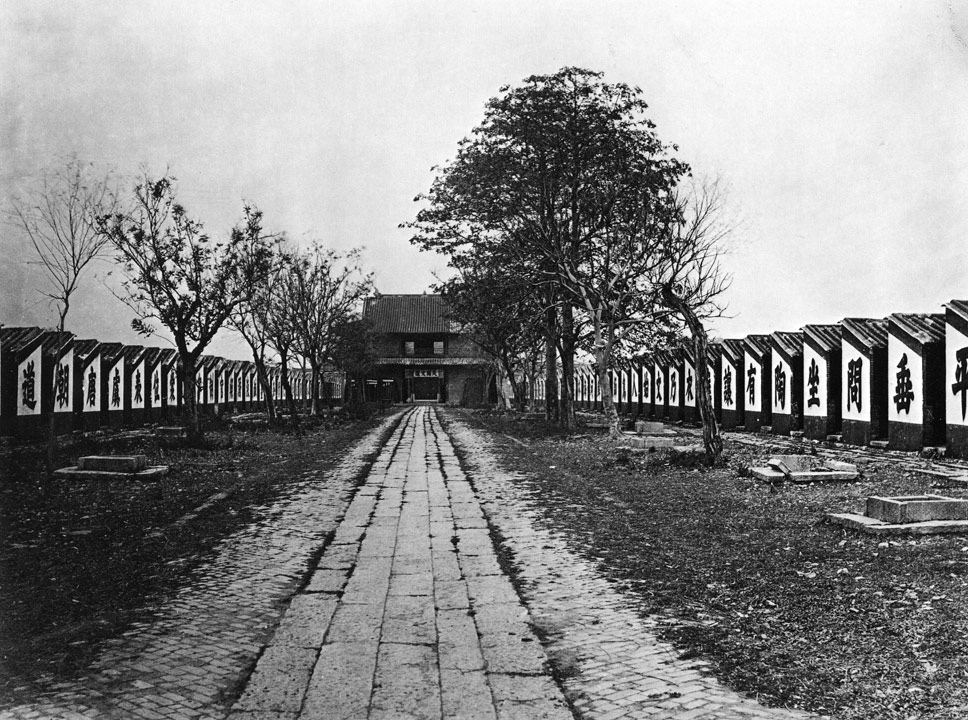
Celas de exame a princípios do século XX

Nas capitais provinciais, encontravam-se recintos gigantescos e rodeados por muros da medida de um bairro para celebrar estes exames. A estes recintos, somente era possível aceder por uma única porta principal, que era fortemente vigiada e estava composta por uma fila de portas a uma detrás a outra. Em meio do recinto, encontrava-se a torre central (mingyuan lou) desde a qual se emitiam as salvas obrigatórias e outros sinais acústicos. Desde as avenidas principais (yongdao), que saíam da torre, bifurcavam-se numerosos becos (haodong) infinitamente longos distinguíveis por um caráter, nos quais se encontravam as celas de exame (haoshe ou haofang), a uma junto à outra. As celas estavam divididas por pequenos muros e estavam formadas por três tabuleiros móveis que o candidato usava como assento, escrivaninha e estante. Não havia portas. Além disso, o recinto de exame estava dividido por muros em duas zonas estritamente separadas para os vigilantes e os examinadores.
O número de candidatos que aprovavam estava estabelecido em cada província. Acostumava ser de 40 a 90 candidatos e, no melhor dos casos, uma percentagem preestabelecida. Por decreto, as promoções enchiam-se de acordo com a nota média dos candidatos. As províncias ricas, que eram líderes culturais, como Jiangsu ou Zhejiang, tinham, geralmente, um número mais elevado de homens novos aptos para oferecer que o que esta quota refletia. O estrito formalismo das quotas de aprovados facilitava que o poder central pequinês limitara a influência das classes altas do Sul do Yangtsé.
Finalmente, as respostas dos exames dos candidatos que aprovavam eram apresentadas ante uma comissão de 40 pessoas do Ministério de Ritos que, em casos concretos, podia vetar os candidatos. Os candidatos que aprovavam o Exame de Província adquiriam o título de mestre (tradicional: 舉人, simplificado: 举人, pinyin: jǔrén), o qual não dava direito a apresentar-se ao Exame da Capital, senão a exercer como subalternos em alguns cargos públicos. Além disso, havia prêmios de consolação para os 8 ou 18 melhores candidatos que não aprovaram, os quais comportavam uma série de privilégios.

#### Exame da Capital
O Exame da Capital (tradicional: 會試, simplificado: 会试, pinyin: huìshì) acontecia no terceiro mês do ano seguinte ao do Exame de Província, ou seja, nos anos do boi, do dragão, da ovelha e do cão. Desde a dinastia Yuan, o lugar onde se celebravam as provas era o recinto central de examinações de Pequim. Consistia de três sessões de mais de um dia cada uma, e era inspecionado pelo Ministro de Ritos em pessoa, auxiliado por 22 examinadores mais. Os dez melhores exames eram mostrados ao imperador para que escolhesse.
Ao contrário do Exame de Província, no Exame da Capital não havia quotas preestabelecidas de candidatos aprovados. Mais bem, mesuravam-se seguindo uma escala de qualidade, a qual podia variar em função da demanda por ocupar cargos públicos do momento. A princípios da dinastia Qing costumavam aprovar cerca de 400 candidatos, e na época do imperador Kangxi cerca de 150. Posteriormente introduziram-se câmbios nas quotas provinciais. Concedia-se uma compensação aos candidatos mais velhos que já se apresentaram muitas vezes ao Exame da Capital e rebaixavam-lhes um pouco os critérios de avaliação.
Originariamente, na dinastia Tang, o Exame da Capital era o último do sistema de exame; os candidatos que o aprovavam recebiam o título de doutor (tradicional: 進士, simplificado: 进士, pinyin: jìnshì) e podiam aceder a todos os níveis da administração pública. Após a introdução do Exame de Palácio, o Exame da Capital já não servia nem para receber o título nem os direitos que comportava, senão que somente permitia participar do Exame de Palácio e, a partir do imperador Qianlong, a uma pequena prova mais simples e relativamente comparável ao Exame de Palácio quanto ao acesso à administração pública, que era o passo a seguir para poder aceder ao Exame de Palácio.

#### Exame de Palácio
O Exame de Palácio (tradicional: 宮試, simplificado: 宫试, pinyin: gōngshì) foi introduzido pelo imperador Taizu, da dinastia Song. Substituía a "prova de atitude", ainda em uso durante a dinastia Tang, na qual avaliavam a aparência, a presença, a maneira de falar, a caligrafia e o bom juízo dos candidatos que aprovaram o Exame da Capital.
Taizu não gostava que a prova de atitude estivesse em mãos do Ministério de Nomeações e que permanecessem, com isto, as tradicionais camarilhas dominantes da aristocracia. Com a substituição desta prova pelo Exame de Palácio, Taizu pretendia, por um lado, fortalecer sua influência como imperador no sistema de exame e, da outra, assegurar a lealdade dos mandarins de mais peso. Formalmente, a prova de atitude continua existindo, mas, em comparação com o Exame de Palácio, cada vez mais se foi tornando numa formalidade vazia. No fim da dinastia Qing, a implicação do imperador no Exame de Palácio diminuíra.
O Exame de Palácio recebe o nome da Cidade Proibida e era inspecionado pelo "filho do Céu" em pessoa. Na correição, era ajudado por oito dos funcionários públicos mais importantes de palácio, os quais somente liam as respostas e faziam sugestões ao imperador. A avaliação era levada a cabo unicamente pelo imperador.

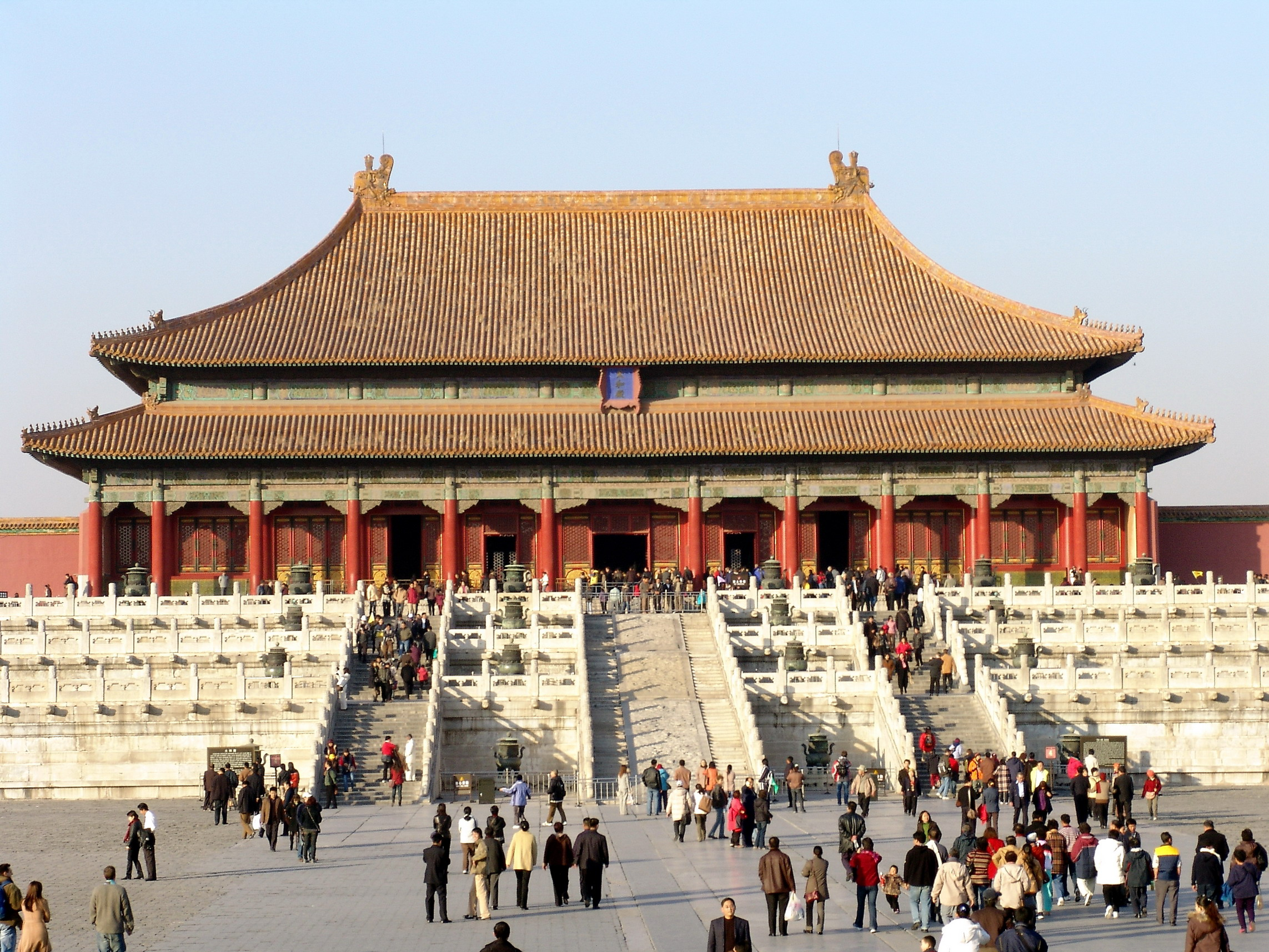
Palácio da Suprema Harmonia da Cidade Proibida de Pequim

Uma vez acabado o exame no Palácio da Suprema Harmonia, o imperador reunia-se com os oito mandarins que o aconselhariam na avaliação no Palácio da Cultura. As respostas iam passando entre os conselheiros, os quais as avaliavam com um dos seguintes símbolos: círculo vazio (100%), círculo cheio (80%), triângulo (60%), linha (40%) ou cruz (20%). Finalmente, os dez melhores eram mostrados ao imperador, que emitia o voto final e estabelecia a ordem (dos melhores aos piores) dos candidatos. Ao contrário dos outros examinadores do sistema, o imperador não estava atado a nenhuma diretiva ou pauta e era completamente isento de tomar qualquer decisão. Assim, passavam coisas como que, por exemplo, o imperador Qianlong no exame de 1761 ordenara que um oficial que a duras penas sabia ler e escrever fora um dos examinadores. Outra vez, o mesmo imperador trocou as posições do primeiro e o terceiro dos candidatos simplesmente porque o último era da província de Henan, a quem cria vítima de um desastre que ocorreu naquela província e do qual ele, o imperador, era culpável.
Com a aprovação do Exame de Palácio, os candidatos adquiriam o grau acadêmico de doutor (tradicional: 進士, simplificado: 进士, pinyin: jìnshì) que permitia aceder aos cargos da administração pública mais elevados. Este título tinha três sub-graus que eram, por esta ordem, jinshi chíti, jinshi zhusheng e dong jinshi zhusheng. Os três melhores candidatos recebiam os títulos especiais de zhuàngyuán (tradicional: 狀元, simplificado:状元), bàngyǎ (tradicional e simplificado: 榜眼) e tànhuā (tradicional e simplificado: 探花). Na era das dinastias Ming e Qing somente uma trintena de licenciados (um de cada três mil) nos Exames da Capital e de Palácio obtinham o título de doutor.

#### Exames extraoficiais
Fora do sistema oficial de examinações, estavam os Exames extraoficiais. Desde sempre, afastaram homens capazes e com talento do terreno das provas imperiais como o conhecimento administrativo e faziam-se em lugares retirados, como por exemplo florestas ou vales montanhosos. Em parte, os motivos para fazer estas provas eram, influenciado pelo taoismo e pelo budismo, uma visão da vida apartada do mundo ou bem uma grande insatisfação com as posições políticas dominantes (fenômeno que se pode observar especialmente após os câmbios dinásticos). Porém, amiúde, quem acudia simplesmente renunciara durante sua juventude a uma educação formal devido à pobreza, à guerra ou a outros motivos, e depois não queria competir com homens mais jovens.
Para poder utilizar, assim, o talento político potencial dos candidatos, muitos imperadores levaram, a cabo, exames extraoficiais que facilitavam, aos candidatos, o acesso à administração pública por uma via mais simples. Nas dinastias Tang e Song, por exemplo, havia um exame "para homens que se encontravam isolados" ou um "para quem se esconde em montanhas e florestas". A princípios da dinastia Qing, tentou-se conquistar o apreço dos partidários da dinastia Ming menos leais à nova dinastia com o exame "para homens eruditos de jeitos extraordinários", o primeiro dos quais ocorreu em 1678, em tempo do imperador Kangxi. Os seus homônimos do sistema oficial, no melhor dos casos, burlavam-se dos candidatos que aprovaram os exames extraoficiais e amiúde humilhava-os com uma mistura de soberba e inveja.

## Matéria do exame

### Conteúdo
Em todos os níveis do sistema de exame civil pedia-se, desde a dinastia Song, a reelaboração de uma redação sobre os temas dos Quatro Livros e os Cinco Clássicos, livros que se mostram nesta tábua:
| Os Quatro Livros   | Os Quatro Livros | Os Quatro Livros  | Os Quatro Livros               |
| ------------------ | ---------------- | ----------------- | ------------------------------ |
| Tradicional        | Simplificado     | Pinyin            | Português                      |
| 大學               | 大学             | dàxué             | O Grande Ensino                |
| 論語               | 论语             | lúnyǔ             | Analectos de Confúcio          |
| 中庸               | —                | zhōngyōng         | A Doutrina do Meio             |
| 孟子               | —                | mèngzǐ            | Mêncio                         |
| Os Cinco Clássicos |                  |                   |                                |
| Tradicional        | Simplificado     | Pinyin            | Português                      |
| 易經               | 易经             | yìjīng            | Livro das Mutações             |
| 詩經               | 诗经             | shījīng           | Clássico da Poesia             |
| 禮記               | 礼记             | lǐjì              | Clássico dos Ritos             |
| 書經               | 书经             | shūjīng           | Clássico da História           |
| 春秋 / 麟經        | — / 麟经         | chūnqiū / línjīng | Anais das Primaveras e Outonos |

Os alunos tinham de aprender de memória estas obras que, ao todo, tinham aproximadamente 431 000 caracteres. Em 1738, por exemplo, perguntou-se sobre a frase dos Analectos de Confúcio: "Sejas esmerado com o teu comportamento e fala indulgente somente com o povo."

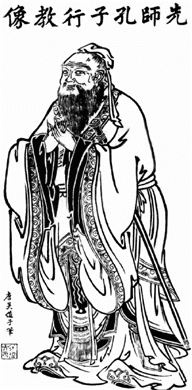
A matéria principal de todos os exames eram os escritos de Confúcio.

Além disso, os candidatos deviam compor poemas sobre os temas do exame com uma métrica determinada. Quanto mais se ascendia na hierarquia das provas, mais terreno ganhava a elaboração de redações sobre temas ou históricos, ou políticos, ou sobre problemas de importância do momento. Por vezes, estes exames usaram-se para provar a lealdade dos candidatos à dinastia reinante. O imperador Huizong, que tinha um grande gosto pelas artes, introduziu, temporalmente, uma competição de pintura dentro das provas do Exame de Palácio.
Nos exames de acesso às escolas superiores, as perguntas sobre os clássicos eram para evitar respostas completamente calcadas aos livros, que somente demonstravam que os candidatos os haviam aprendido de memória. Quase sempre, as perguntas eram reformuladas de maneira complicada, estranha e mesmo enganosa; os examinadores, fazendo isto, visavam a descartar um bom número de candidatos. Os examinadores do Exame de Província, porém, eram famosos por fazê-lo à inversa, ou seja, por expor perguntas simples que levavam, implícita, a resposta desejada.
Também nos exames de acesso às escolas superiores, os candidatos tinham de escrever de memória um dos dezesseis capítulos do Sheng Kuangxun. Este livro trata de questões de educação e formação e foi escrito pelo imperador Yongzheng. Portanto, o capítulo devia ser fiel ao original e ser escrito sem nenhum caráter errôneo. Havia uma exceção, no entanto, para os caracteres que se acrescentaram em aras de um imperador da dinastia reinante: deviam-se substituir por caracteres similares por motivos de respeito. Uma falta desta classe era considerada um insulto para Sua Majestade e tinha como consequência a expulsão do candidato e, neste caso concreto, a suspensão do direito a apresentar-se a futuras provas sem levar em conta nem a obra nem os resultados do examinado.
Finalmente, no Exame de Aptidão, os candidatos deviam voltar a escrever de memória ao terceiro dia aquilo que escreveram o primeiro dia, devido ao controlo de identidade.

Wang Anshi, o crítico mais feroz do sistema de Exame imperial

As críticas ao conteúdo dos exames eram tão velhas quanto as oposições mesmas. Especialmente duras eram as críticas que o erudito e político dos tempos dos Song, Wang Anshi (conhecido pelo seu espírito crítico), elaborou no famoso Memorando das dez mil palavras, em 1058. Nos exames, somente avaliariam-se conhecimento detalhado dos clássicos e certas habilidades estilísticas. Assim, preparar-se-ia insuficientemente os candidatos para as exigências práticas dos funcionários. O sistema de exame somente formaria generalistas, enquanto em numerosas funções da administração do estado era preciso especialistas em finanças, agricultura ou construção de caminhos.
Contudo, os conteúdos da prova permaneceram oito séculos sem ser modificados substancialmente; em finais da dinastia Qing endureceram-se as críticas, renovadas pela influência estrangeira, nomeadamente ocidental, o qual culminaria nas tímidas tentativas de reforma do imperador Guangxu e, finalmente, na abolição de todo o sistema em 1905.

### Forma
Em todos os níveis do sistema, valorava-se, de jeito elevado, a observação das formalidades. Sobretudo os poemas, embora também as redações e os fragmentos em prosa, haviam-se de executar seguindo uma rima e uma métrica, pelo qual não se tolerava nenhuma concessão. A estrutura mais formalizada era a de Redação em oito partes (tradicional e chinês simplificado: 八股文 pinyin: bāgǔwén) introduzida pelos Ming em 1487, onde era preciso desenvolver a antítese do tema em oito capítulos de 700 caracteres cada um.
Os caracteres deviam ser escritos no estilo kaishu, no qual os traços têm de ser escritos dentro de um quadrado imaginário, de tal maneira que pareça que sejam impressos. Não se permitiam nem correições nem manchas: o texto que se entregava devia ser impecável.
Os candidatos do Exame de Província sofriam numerosas fadigas por estes motivos: Nas celas ao ar livre e com uma só cortina que os protegesse das inclemências do tempo de outono, os papéis corriam o perigo de desordenar-se pelo vento, de cair na terra e manchar-se ou de molhar-se com a chuva, pelo qual os opositores, amiúde, protegiam os textos mesmo a risco para seu corpo e saúde. Os examinados também deviam tomar precauções para que as velas que acendiam pela noite não caíssem e queimassem os papéis. Ao entregá-los, os exames eram inspecionados pelos examinadores buscando defeitos como, por exemplo, caracteres mal escritos num detalhe, espaços em branco, margens desrespeitadas ou coisas similares, que levavam à expulsão inapelável do candidato.
Especialmente estritos eram os requisitos formais do Exame de Palácio: a inspeção era feita pelo próprio imperador, pelo qual não somente as perguntas eram feitas com o estilo de letra de palácio, mas também era necessário que a resposta dos candidatos se fizesse segundo este estrito cânone de formulação.
As perguntas iniciavam-se com as seguintes palavras:
As respostas dos candidatos também começavam com a mesma linguagem exageradamente submissa, que produzia textos como este:

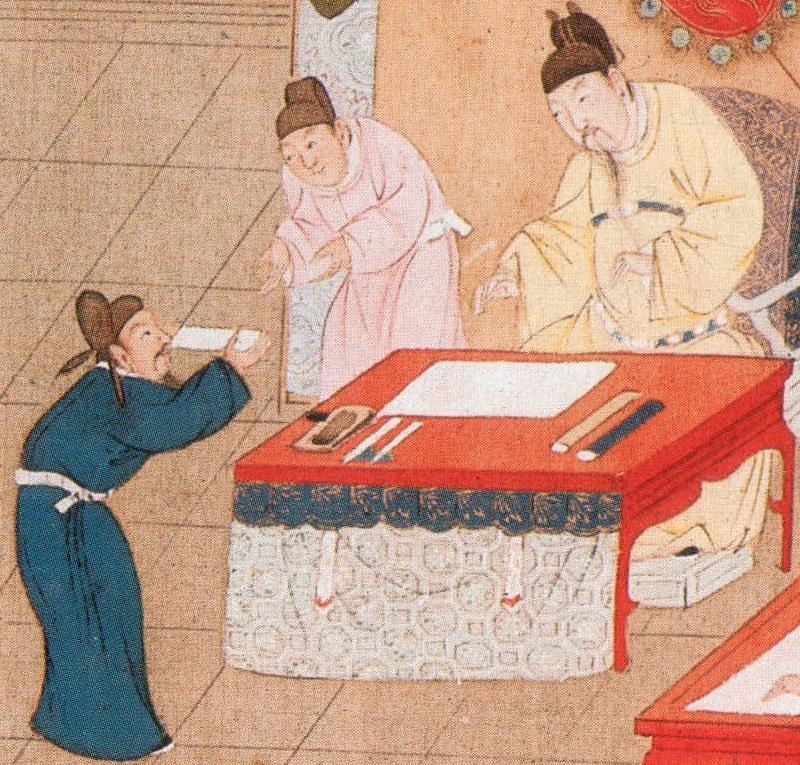
O imperador em pessoa recebe o exame de um candidato no Exame de Palácio

Se uma página continha o nome do imperador, este devia-se repetir nos primeiros espaços em branco, dedicados a isto. Palavras que se relacionassem ao imperador, seus parentes ou suas qualidades, deviam-se remarcar e as menções aos antepassados do próprio candidato deviam-se remarcar ainda mais. As coisas que se relacionavam com o candidato eram mesmo mencionadas em senso contrário, ou seja, deviam ser dissimuladas. Ao todo, a resposta tinha de ocupar mais de mil caracteres e, se não chegava a esta cifra, não se aceitava.
Como conclusão, o examinado costumava escrever estas palavras:

## Controles
Devido à grande dificuldade das provas e do elevado número de suspensos, muitos candidatos intentavam conseguir sua meta por meios pouco honráveis, como por exemplo, o engano, o uso de materiais não permitidos nas provas, o tráfego de influências ou o suborno. Desde bem pronto, o governo estabeleceu rigorosas medidas de segurança. As infrações destas medidas eram severamente castigadas tanto para os candidatos como para o pessoal de vigilância e os examinadores. Pequenas infrações podiam levar, no pior dos casos, à expulsão do exame ou à suspensão do direito a participar de futuras provas. No Exame de Aptidão, havia um engenhoso sistema de castigo de pontos:
Enquanto se fazia a prova, havia um formulário com três espaços em branco no qual se estampava um selo todas as vezes que se cometia uma infração contra a ordem da prova. Uma vez que se chegava às três estampas, o candidato era expulso do exame. Tão somente uma estampa comportava pontos negativos em todos os aspetos da prova à hora de corrigi-la, os quais eram muito difíceis de recuperar com o resultado do restante do exame. Consideravam-se infrações da ordem da prova: abandonar a cela mais de uma vez, o intercâmbio de papéis, deixarem cair os papéis ao chão, falar, olhar para o companheiro, o intercâmbio de celas, interferirem na tarefa do pessoal de vigilância, violação de normas, murmurarem (por exemplo, na comprovação da métrica dos poemas) e a entrega de exames incompletos. Ainda havia mais reduções da pontuação se os caracteres não se correspondiam ao estilo kaishu, segundo o qual os caracteres haviam de ocupar o espaço de um quadrado imaginário.
Para os examinadores, as faltas graves, como aceitar um suborno ou o favorecimento de um candidato, tinham, em todos os casos, a perda da sua Praça de funcionário público como consequência. Por estas faltas, tanto os examinadores como os candidatos podiam chegar a ser condenados a proscrição ou mesmo a morte. Em 1858 um escândalo sacudiu a dinastia Qing: um tal O Hung-E subornou todos seus examinadores, conseguindo que o deixassem passar para o seguinte nível. O assunto acabou com mais de uma condenação à morte.

### Medidas de precaução contra materiais não permitidos
Em todos os níveis das provas, todos os dias de exame e em todas as sessões, começava-se com revistas e inspeções dos materiais levados à prova. Nos exames de acesso às escolas superiores, os examinantes somente podiam levar, à parte da roupa, tinta, pincéis, tinta chinesa, copos de água e um pouco de comida. Nas sessões de mais de um dia do Exame de Província, estava permitido levar, além disto, sacos de dormir, urinol e velas. Em nenhum caso e sob nenhuma circunstância, se permitia o acesso com papéis escritos. Também o dinheiro era ilegal, pois podia ser usado para subornar. As notas escondidas eram muito famosas, entre as quais havia cópias dos clássicos numa medida microscópica.
Se os guardas encontravam algo proibido, o guarda recebia um prêmio, enquanto o candidato descoberto era expulso do exame. No Exame de Província, os candidatos e sua bagagem eram registrados por quatro guardas ao mesmo tempo, os quais recebiam uma recompensa de três onças de prata todas as vezes que encontravam um objeto não permitido e, por isso, não duvidavam em cortar e inspecionar os filhós dos candidatos e sua pasta de feijões. Na segunda porta repetia-se uma revista igualmente intensa pelo mesmo número de soldados, na qual, se descobriam negligências do grupo da primeira porta, este recebia um castigo muito severo. As lentas revistas faziam-se o primeiro dos três dias de exame, de tal maneira que se podia começar com o exame de verdade a manhã do segundo dia. Em que pese aos esforços, às vezes conseguia-se fazer passar despercebidos livros inteiros, disfarçando o livro.
Nos exames de acesso às escolas superiores, entregavam-se, aos candidatos, papéis oficiais. No Exame de Província, porém, podiam levar seu próprio papel. Estes papéis eram marcados desde o começo com o selo oficial, de jeito que faziam parte dos materiais permitidos.

### Medidas de precaução contra a ajuda de terceiras pessoas
Os examinados encontravam-se, em cada um dos níveis do sistema de exame, num estrito isolamento dentro de uma zona hermeticamente acordoada. As portas eram fechadas com sete chaves. E interrompia-se qualquer comunicação com o mundo exterior, tanto dos examinados como dos examinadores.
Contudo, a cópia representava um problema: se dois exames se pareciam muito, os examinadores supunham que dois candidatos copiaram o um ao outro ou que reuniram as respostas e, pelo tanto, qualificavam-nos. Em intervalos de tempo preestabelecidos, estampava-se outro selo nas folhas dos exames. Quem escrevia uma parte desproporcionada da resposta num destes intervalos, era suspendido automaticamente sob a suspeita de copiar. No Exame de Província, os candidatos eram constantemente vigiados desde as torres de vigilância de cada uma das zonas do recinto.
Portanto, os candidatos que fingiam ser outra pessoa corriam um grande perigo. Nos princípios dos exames de acesso às escolas superiores, chamava-se aos candidatos pelo seu nome, então estes, davam um passo para a frente e comprovava-se sua identidade. Desde que se intercambiavam as identidades, esta infração podia ser descoberta pela via de certas indiscrições no estilo ou a comparação da escrita, pelo qual era castigada mais severamente ainda.

### Medidas de precaução contra o favorecimento de um candidato na correição
Tomavam-se numerosas medidas de segurança para evitar o favorecimento de um candidato durante a correição. Devido a isto, os exames eram avaliados, desde o primeiro nível dos exames de acesso às escolas superiores, num estrito encerramento. Além disso, os exames não estavam marcados com o nome do candidato, senão que levavam o número de cela correspondente.
Igualmente, tomavam-se medidas para evitar o favorecimento de candidatos no Exame de Província: fazia-se saber o nome dos examinadores no último momento, os examinadores não podiam estabelecer contato com o pessoal de vigilância, com o qual viviam, enquanto durava a prova, dentro da mesma parte do recinto mais separados por um regato. Aos examinadores, para evitar que pudessem identificar a letra do candidato, não se entregava o original em tinta negra. Primeiramente, copiava-se o exame fazendo uso de tinta de cinabre. Então, ambos os textos passavam às mãos dos controladores, que marcariam as discrepâncias entre ambos com tinta amarela. Enquanto o original ficava em mãos do pessoal de vigilância, os examinadores recebiam a cópia em vermelho. Mas antes voltavam a passar outra comprovação dos controladores, que, esta vez, comentariam os exames com as observações "não meritório", "medíocre" e "loável" com tinta azul. Depois, passava às mãos dos examinadores, os quais emitiam o resultado final com tinta negra. Finalmente, as cópias voltavam a ser comparadas com o original.
Em que pese a estas medidas de precaução, sempre havia uma infinidade de possibilidades para que os examinadores pudessem identificar e favorecer um candidato em concreto. Assim pois, o candidato podia ser identificado por um caráter concreto num ponto concreto que se acordara antes. A corrupção estava à ordem do dia e era o tema de numerosas conversações.

## Circunstâncias do exame
À parte dos controles, o tempo durante o qual se fazia o exame era duro e estava repleto de inclemências para os candidatos. Segundo um famoso dito, era preciso ter a força de vontade de um dragão, a força de uma mula, a insensibilidade de uma carcoma e a resistência de um camelo para aprovar o exame.
Os candidatos dos exames de acesso às escolas superiores encontravam-se numas circunstâncias relativamente cômodas. As provas de mais de um dia, sob uma estrita vigilância, e as pegas que comportavam este fato requeriam de muita energia. Às quatro da manhã já se fazia o toque de corneta para poder apresentar-se pontualmente às sete. De qualquer maneira, os Exames de Distrito e Chefatura eram feitos no recinto coberto da administração local. Além disso, os candidatos podiam ir embora uma vez acabado o dia.

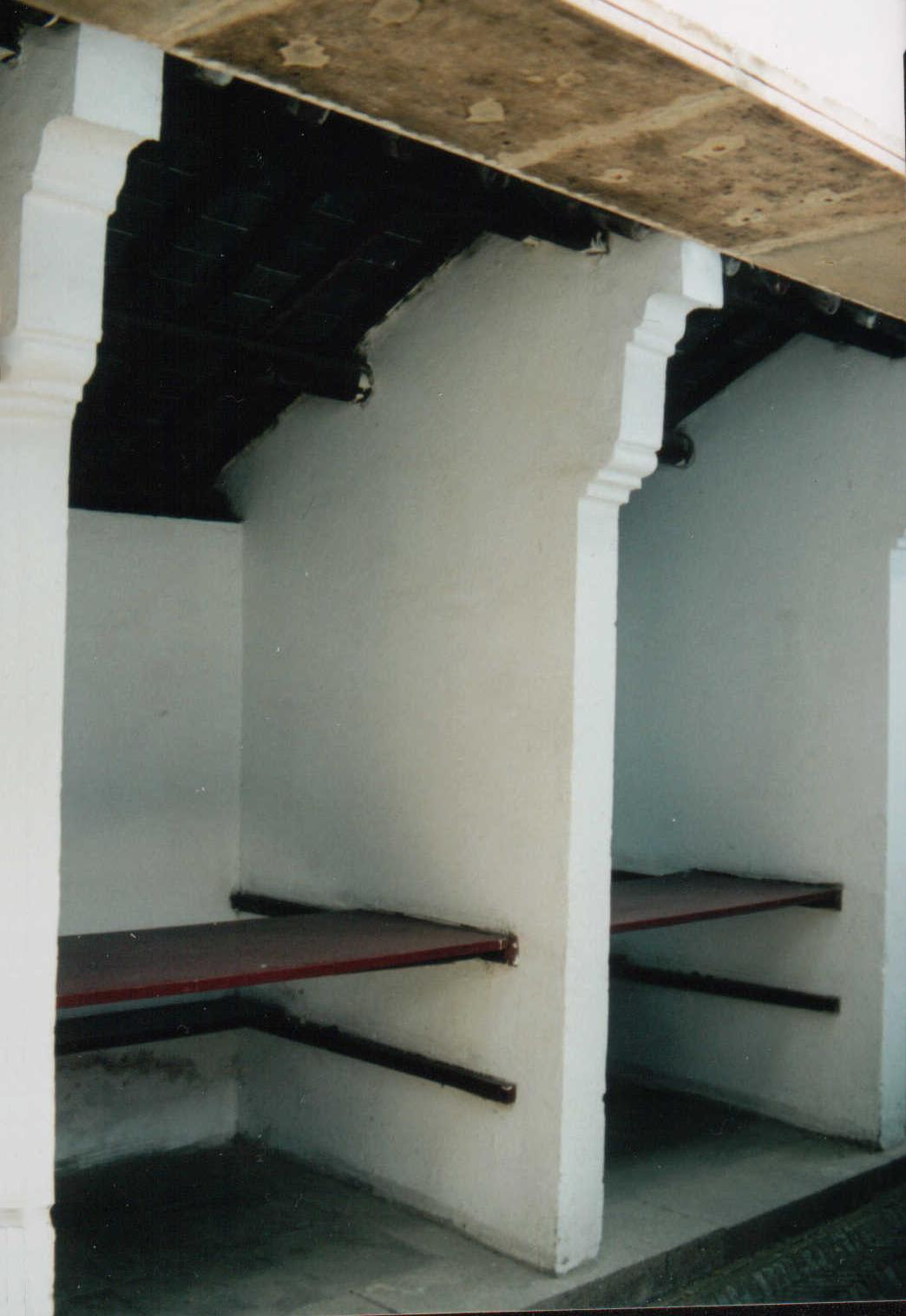
Celas de exame em Nanjing.

Mas o Exame de Província tinha muita má fama: os examinados tinham de aguentar três dias e duas noites nas suas estreitas celas e ao ar livre. Nestas celas somente havia três tabuleiros que se usavam como assento, escritório e estante. Além disso, os candidatos eram expostos, em pleno outono, ao vento, a outras inclemências do tempo e a toda classe de insetos. Pela noite não podiam abandonar a cela, senão que somente estava-os permitido dormir ajoelhados em posição embrionária. Além disso, deviam-se preocupar pela integridade dos papéis e de mantê-los limpos. Eram vigiados constantemente desde as torres. As relações que os soldados estabeleciam com os seus vigiados era áspera, pois os soldados faziam parte das classes baixas e não sabiam se um dos aprovados seria, num futuro, o seu superior.
O poeta Pu Songling fala disto num poema, das "sete fases" do candidato do Exame de Província (que ele, em que pese aos seus esforços, nunca aprovou): quando, muito carregado, chega ao recinto de examinações, move-se como um mendigo. Durante as revistas e as humilhações dos guardas, sente-se como um prisioneiro. Durante a estância de mais de um dia na estreita cela, experimenta a vida de uma larva de abelha. Deixando o recinto uma vez acabado o exame, sente-se como um pássaro liberado da gaiola. Durante a espera dos temidos resultados, o candidato semelha um mono na liana. Após fracassar, fica tão imóvel quanto uma mosca envenenada. Finalmente, sofre um arroubo, durante o qual o candidato destroça todos seus bens, tal qual faz o pombo com os seus ovos.
Os candidatos do Exame de Palácio eram, ao contrário do restante de candidatos, muito bem tratados. Deviam fazer seus exames no Palácio da Suprema Harmonia da Cidade Proibida. Portanto, eram servidos pelos eunucos e os serventes do imperador, e servia chá e comida. Em nenhum momento deviam carregar suas coisas eles mesmos. E dispunham de todo o papel que quisessem para responder as perguntas.

## Aprovação do exame

### Requisitos
O requisito principal para aprovar nos exames imperiais era a habilidade para reproduzir um texto de memória. O candidato devia ser capaz de reter na memória um cânone de conhecimentos inteiro e fiel ao original, de dizê-lo de memória, palavra a palavra, se lho pediam, e de tomá-los como modelo na elaboração de redações ou debates. Não se pedia tanto sobre a especialização numa matéria ou o desenvolvimento de soluções ou idéias próprias. Também a criatividade necessária para criar redações ou poemas devia ser mantida dentro dos estritos limites formais da pauta. Não era indispensável, mas devia ter uma constituição ou uma resistência físicas determinadas.
Era estendida a crença budista que dizia que o aprovar o exame era relacionado com a autoridade moral do candidato ou a sua vida anterior. Há histórias sobre candidatos visitados pelos espíritos das mulheres que desonraram e levados para a perdição por estes espíritos, ou de examinadores, a mão dos quais foi dirigida por um juiz dos infernos. Surpreendentemente, a maioria destas histórias acontecia no Exame de Província, enquanto nas circunstâncias mais cômodas dos Exames da Capital e de Palácio diminuía a abundância delas.

### Publicação dos resultados

Candidatos às provas durante a publicação dos resultados.

A publicação dos resultados era feita de um modo festivo e cerimonial: nos exames de acesso às escolas superiores, escrevia-se o nome dos candidatos dentro de círculos concêntricos, de jeito que a primeira posição era a que tinha mais círculos e o resto a seguiam sempre no senso das agulhas do relógio. Então, penduravam-se os exames.
No Exame de Aptidão, anunciava-se, com salvas, que os músicos agiam no templo confucianista da capital de chefatura. E os novos licenciados obtinham o vestido azul e preto de licenciado e o barrete de cabeça de gaivota. Finalmente, eram entregues as "flores de ouro", façanhas de pão de ouro e papel vermelho, que cada licenciado recebia do guia de estudos provincial em pessoa, numa pequena audiência privada.
A cerimônia de publicação dos resultados do Exame de Palácio era especialmente espetacular, oficiada pelo mesmo imperador no Palácio da Suprema Harmonia da Cidade Proibida.

### Possibilidades de repetir
Os numerosos candidatos que suspendiam não tinham motivos para se desanimar: todos os exames podiam-se repetir tantas vezes como quiser. Isto explica o elevado número de candidatos velhos. Apresentar-se cinco vezes ou mais a um exame não era nenhuma raridade. O pai do famoso funcionário público dos Qing, Zeng Guofan, por exemplo, aprovou o Exame de Aptidão à décimo-sétima tentativa e obteve o título de licenciado ao mesmo tempo em que o obtinha seu filho. Outro exemplo é o de Zhang Qiam, de Jiangsu, que se apresentou ao Exame de Palácio de 1894, e que afirmava levar 35 anos preparando os exames e um total de 160 dias dentro dos recintos de exame.

### Importância de aprovar
Aprovar os exames imperiais era um objetivo de grande importância para os jovens das classes cultas. Finalmente, significava a obtenção de um cargo público e, pelo tanto, permitia ascender na escada social. Faziam-se bendições para desejar sorte no exame. E eram simbolizados em postais, ícones, pinturas, etc. por um grande número de símbolos, entre os quais havia carpas, sinos, alabardas, vaga-lumes, bem como vãos, faixas, barretes, guarda-chuva e espelhos, atributos do funcionário público.
Numerosos romances e contos falam dos esforços do protagonista por obter o título de mestre ou baseavam-se na história de um Primeiro (zhuangyuan) do Exame de Palácio. Muitos sogros potenciais vinculavam a licença de casar com as suas filhas. Expõe-se abundantemente a natura das examinações na História não oficial do Bosque dos Eruditos (tradicional e simplificado: 儒林外史, pinyin: rúlín wàishǐ) de Wu Jingzi de 1750.

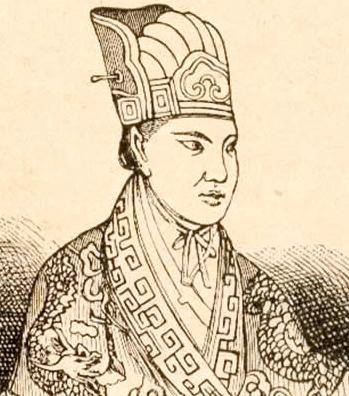
Suposta ilustração do autoproclamado imperador Taiping, Hong Xiuquan, que falhou nos exames imperiais quatro vezes

### Candidatos suspensos
Apenas um de cada cem candidatos obtinha o título de licenciado e somente um de cada três mil licenciados obtinha o título de doutor. Em que pese às abundantes possibilidades de repetir o exame, sempre houve inumeráveis candidatos que, apesar dos muitos esforços dedicados, nunca conseguiram o título que os permitia aceder à função pública. E evolucionou até que em finais da dinastia Qing não havia bastantes praças de funcionário público para todos os possuidores do título.
Uma parte dos candidatos suspensos resignava-se e dedicava-se a fazer de professores privados ou inclinava-se pela filosofia e pela arte. Contudo, esta situação levava a boa parte das classes cultas a uma insatisfação tão grande que acabava tornando num perigo para o estado devido à sua boa educação: não era estranho que destes círculos surgisse um líder rebelde ou os recrutassem em revoltas que sacudiam o império. 
Um exemplo muito conhecido é o de Hong Xiuquan, líder da rebelião Taiping que sacudiu os fundamentos da China imperial e da hegemonia dos Qing. Hong teve um colapso nervoso e delirou por dias após sua terceira falha nos exames imperiais, o que foi essencial para a construção do Reino Celestial Taiping, pois ele acreditaria que esses delírios na verdade eram visões celestiais.
Lu Xun narra no livro Kong Yiji (de 1919) a história de um candidato fracassado que, em que pese aos seus esforços, não logra o título de licenciado e degenera até tornar-se num proletário.

## Cerimônias de encerramento
Os exames de cada nível acabavam com a cerimônia festiva correspondente a cada nível:

### Festas e banquetes
Era costume que afinal de todos os exames os examinadores convidassem os candidatos aprovados a um banquete, com o qual tanto eles como o imperador expressavam as graças e o respeito ganho. No Exame de Província, o banquete recebia o nome de banquete do uivo (tradicional: 鹿鳴宴, simplificado: 鹿鸣宴, pinyin: lùmíngyàn). Nestes banquetes estabelecia-se uma especial relação mestre—aluno sem levar em conta se, de fato, foram educados por outra pessoa. Aqueles que conseguissem uma das três primeiras posições no Exame de Palácio recebiam, além disso, um banquete especial na capital da sua chefatura natal. No entanto, também os outros doutores passavam mais de um dia numa sucessão interminável de banquetes, desfiles e homenagens de toda classe.

### Notificação ao distrito natal
Depois, as autoridades encarregues das provas informavam ao distrito natal dos candidatos. A administração local enviava, então, mensagens às famílias dos candidatos, para comunicar a boa notícia, a qual costumavam espalhar, como tudo mexerico, por todo o distrito. Amigos e familiares levavam desejos de sorte e regalos, que os licenciados devolviam com pagas aos professores e aos cidadãos e com banquetes para os amigos e familiares.
Se de uma província surgia um dos três primeiros candidatos do Exame de Palácio, então convertia-se num grande acontecimento de dimensões políticas. Os candidatos eram tratados como altos dignitários do império. O acontecimento chegava até construir uma espécie de arco do triunfo diante da sua casa, além de receber de palácio uma paga extraordinária de 30 onças de prata e, para o zhuangyuan, ou seja, para o Primeiro, de mesmo 80.

### Publicação dos exames
Uma vez acabados os exames, queimavam os originais bem como as cópias, em reverência à palavra escrita. Contudo, por um pequeno aumento de pago, os candidatos podiam reclamar que lhes fossem entregues. Às vezes, os candidatos publicavam seus exames. Isto era comum nas perguntas do Exame da Capital e o Exame de Palácio, que eram formuladas pelo mesmo imperador. As publicações dos exames eram populares entre os candidatos de exames futuros, que as usavam como ajuda na preparação.

### Obrigas religiosas
Enquanto se aprovava o Exame de Aptidão, os novos licenciados rendiam suas reverências aos mestres no templo confucianista local uma vez que voltavam para casa e faziam um juramento pelos conhecimentos recebidos. Uma vez aprovado o Exame de Palácio, os novos doutores faziam um sacrifício no templo de Confúcio de Pequim e faziam uma reverência frente da estátua do Grande Maestro e seus alunos. Ali erguiam umas ardósias que transmitiam para a posteridade os nomes dos candidatos aprovados no Exame de Palácio de todos os tempos que ainda se podem ver na atualidade.

## A exceção: Os exames militares
Imitando o sistema de exame civil, também havia um sistema de exame militar. Tanto o nome dos exames como o título que se conseguia iam sempre precedidos com o caráter de wǔ (tradicional e simplificado: 武, português: militar).

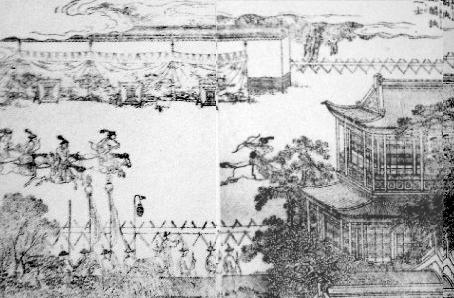
Prova de tiro com arco dos exames militares

Não se examinava tanto a excelência intelectual dos candidatos quanto a sua força e habilidade físicas: Assim, os candidatos deviam atirar, tanto a pé quanto a cavalo, para objetivos de papel e alvos similares aos arcos e flechas, dobrar arcos de 80, 100 ou 120 jins de peso (entre 48–72 kg), demonstrar seu manejo virtuoso da alabarda ou erguer pedras do peso de 200, 250 e 300 jins (120–180 kg) por 35 cm em alto. Também exigia escrever de memória passagens dos clássicos militares de Sun Tzu, Wuzu e Suma Hace, embora os examinadores em todos os exames militares fossem permissivos com as habilidades intelectuais dos candidatos devido à escassa importância que lhe concediam.
Nem os exames militares nem aqueles que aprovassem recebiam a mesma consideração, nem por parte do governo nem da população, do que seus homônimos civis. Um motivo disto era que o sucesso dos oficiais não dependia das habilidades avaliáveis e demonstráveis num exame, mas da experiência adquirida nos campos de batalha e no respeito e na confiança que lhe tivessem as tropas. Por isto, os líderes militares mais importantes da história chinesa não eram wu jinshi, senão soldados que ascenderam por mérito. Os acadêmicos militares, por isso, eram destinados a lugares tranquilos e eram motivo de riso, tanto de civis, quanto do restante de militares.